# Austrocercoides kondu
Austrocercoides kondu är en bäcksländeart som beskrevs av Günther Theischinger 1993. Austrocercoides kondu ingår i släktet Austrocercoides och familjen Notonemouridae. Inga underarter finns listade i Catalogue of Life.